# Nilsson (film)
Nilsson är en svensk kortfilm från 1965 i regi av Jan Halldoff. Filmens manus skrevs av Stig Claesson och producerades av Bengt Forslund. I filmens enda roll ses Gösta Ekman. Filmen var Halldoffs debut som regissör.

## Handling
Gösta Ekman spelar filmens namnlösa protagonist och tillika enda karaktär. Han är en ung man som fått ett avskedsbrev av sin käresta. Han vandrar omkring i bostaden deprimerad och efter ett telefonsamtal med kvinnan grips han återigen av förtvivlan. Han går ut i köket och vä där tar han en förskärare och skär av pulsådern vid handleden. Blodet rinner och han sjunker ned på golvet.

### Fotnoter
1. ↑  ”Nilsson”. Svensk Filmdatabas. http://www.sfi.se/sv/svensk-filmdatabas/Item/?itemid=11247&type=MOVIE&iv=Basic. Läst 28 juni 2012.
2. ↑  ”Nilsson”. Svensk mediedatabas. http://smdb.kb.se/catalog/search?q=nilsson+halldoff&x=0&y=0. Läst 28 juni 2012.